# Albrecht Habelt
Albrecht August Habelt (* 2. November 1862 in Berlin; † 1905 in Greifswald) war ein deutscher Architekt und preußischer Baubeamter.

## Leben
Albrecht Habelt war ein Sohn des Baumeisters Paul Habelt in Berlin. Nach dem Besuch der Königlichen Landesschule Pforta absolvierte er ein Studium im Hochbaufach und wurde nach dem bestandenen ersten Staatsexamen 1885 zum Regierungsbauführer (Referendar) ernannt. 1889 wurde er nach dem bestandenen zweiten Staatsexamen zum Regierungsbaumeister (Assessor) ernannt und beim preußischen Ministerium der geistlichen, Unterrichts- und Medizinalangelegenheiten beschäftigt. 1890 heiratete er in Breslau Elisa Minna Hermine geb. Schmitt. Nach Tätigkeiten in Hamm, Göttingen und Berlin wurde er 1901 als Landbauinspektor und „akademischer Baumeister“ nach Greifswald versetzt. 1903 wurde er mit dem preußischen Roten Adlerorden IV. Klasse ausgezeichnet.

## Projekte
- 1890–1894: „besondere Bauleitung“ beim Neubau für das Oberlandesgericht und Amtsgericht in Hamm[9]
- 1897: „besondere Leitung“ beim Neubau der Frauenklinik in Göttingen (zusammen mit Kreisbauinspektor Baurat Breymann)[10]
- 1897–1900: beteiligt an der Bauleitung beim Neubau des Instituts für Infektionskrankheiten in Berlin, Nordufer 20 (ab 1912 Robert Koch-Institut; unter Denkmalschutz)[11][12]
- 1904–1907: Entwurf für das Chemische Institut der Universität Greifswald (zusammen mit Regierungsbaumeister E. Lucht)[13]